# 史蒂芬·博伊德
威廉·米拉（英語：William Millar，1931年7月4日—1977年6月2日），以其艺名斯蒂芬·博伊德（Stephen Boyd）更为人所知，是一位来自北爱尔兰的演员。他于1950年代末以在电影《宾虚》（1959年）中饰演反派梅萨拉一角而崭露头角，并凭此角色获得金球奖最佳电影男配角奖。他因参演音乐剧《比利·罗斯的珍宝》（1962年）而获得第二次金球奖提名.。
博伊德还出演了多部主流电影，有时扮演英雄角色，有时饰演反派，代表作品包括：《从未存在的人》（1956年）、《天堂沦陷之夜》（1958年）、《无畏之人》（1958年）、《罗马帝国沦亡录》（1964年）、《成吉思汗》（1965年）、《聯合縮小軍》（1966年）、《圣经：起初》（亦为1966年）以及《夏拉科》（1968年）。